# Eneco Tour 2016
La 12e édition de l'Eneco Tour a lieu du 19 au 25 septembre 2016. C'est la 26e épreuve épreuve de l'UCI World Tour 2016. En raison des Jeux olympiques, cette édition de l'Eneco Tour est décalée du mois d'août au mois de septembre.

## Présentation

### Équipes
Les dix-huit WorldTeams sont automatiquement invitées à la course. Quatre équipes continentales professionnelles ont reçu des invitations.
| WorldTeams (18)- Tinkoff - Cannondale-Drapac - Lotto-Soudal - Movistar Team - Sky - BMC Racing Team - Katusha - Etixx-Quick Step - Orica-BikeExchange - Trek-Segafredo - FDJ - Astana - Lotto NL-Jumbo - AG2R La Mondiale - Lampre-Merida - Giant-Alpecin - IAM Cycling - Dimension Data Équipes continentales professionnelles (4)- Cofidis, Solutions Crédits - Roompot-Oranje Peloton - Topsport Vlaanderen-Baloise - Wanty-Groupe Gobert |
| |

## Étapes
La 12e édition de l'Eneco Tour comporte sept étapes dont un contre-la-montre individuel et un contre-la-montre par équipes. Les deux premières étapes ainsi que la cinquième se déroulent aux Pays-Bas, tandis que les troisième, quatrième, sixième et septième étapes se déroulent dans la Région flamande de la Belgique.
| Étape     | Date     | Villes étapes                   | type                         | Distance (km) | Vainqueur d'étape    | Leader du classement général |
| --------- | -------- | ------------------------------- | ---------------------------- | ------------- | -------------------- | ---------------------------- |
| 1re étape | 19 sept. | Bolsward – Bolsward             | étape de plaine              | 184,5         | Dylan Groenewegen    | Dylan Groenewegen            |
| 2e étape  | 20 sept. | Bréda – Bréda                   | contre-la-montre individuel  | 9,6           | Rohan Dennis         | Rohan Dennis                 |
| 3e étape  | 21 sept. | Blankenberge – Ardoye           | étape de plaine              | 184,5         | Peter Sagan          | Rohan Dennis                 |
| 4e étape  | 22 sept. | Aalter – Leeuw-Saint-Pierre     | étape de plaine              | 199           | Peter Sagan          | Peter Sagan                  |
| 5e étape  | 23 sept. | Sittard-Geleen – Sittard-Geleen | contre-la-montre par équipes | 20,9          | BMC Racing Team      | Rohan Dennis                 |
| 6e étape  | 24 sept. | Riemst – Lanaken                | étape vallonnée              | 177,5         | Luka Pibernik        | Rohan Dennis                 |
| 7e étape  | 25 sept. | Bornem – Grammont               | étape vallonnée              | 195           | Edvald Boasson Hagen | Niki Terpstra                |

## Déroulement de la course

### 1reétape
Cinq coureurs, Matteo Bono (Lampre-Merida), Laurens De Vreese (Astana), Bert Van Lerberghe (Topsport Vlaanderen-Baloise), Brian Van Goethem (Roompot Oranje Peloton) et Frederik Backaert (Wanty-Groupe Gobert). Leur avance sur le peloton, emmené par les équipes Orica-BikeExchange, Etixx-Quick Step, Cofidis, Lotto-NLJumbo, Lotto-Soudal, n'excède pas 3 min 40 s. Ils sont rattrapés à trois kilomètres de l'arrivée.
L'équipe Katusha mène le peloton dans le dernier kilomètre pour emmener Alexander Kristoff. C'est cependant Edvald Boasson Hagen (Dimension Data) qui lance le sprint. Dylan Groenewegen (Lotto-NLJumbo) s'impose devant Nacer Bouhanni (Cofidis) et Peter Sagan (Tinkoff).
Dylan Groenewegen, dont c'est la dixième victoire de la saison, obtient ici son premier succès sur une course World Tour. Il prend la tête du classement général, avec quatre secondes d'avance sur Nacer Bouhanni et Frederik Backaert.
| \| Classement de l'étape \| Classement de l'étape \| Classement de l'étape \| Classement de l'étape \| Classement de l'étape \| \| Coureur \| Coureur \| Pays \| Équipe \| Temps \| \| --------------------- \| --------------------- \| --------------------- \| -------------------------- \| --------------------- \| \| 1er \| Dylan Groenewegen \| Pays-Bas \| LottoNL-Jumbo \| 4 h 14 min 00 s \| \| 2e \| Nacer Bouhanni \| France \| Cofidis, Solutions Crédits \| + 0 s \| \| 3e \| Peter Sagan \| Slovaquie \| Tinkoff \| + 0 s \| \| 4e \| Edvald Boasson Hagen \| Norvège \| Dimension Data \| + 0 s \| \| 5e \| Alexander Kristoff \| Norvège \| Katusha \| + 0 s \| \| 6e \| Giacomo Nizzolo \| Italie \| Trek-Segafredo \| + 0 s \| \| 7e \| Arnaud Démare \| France \| FDJ \| + 0 s \| \| 8e \| Andrea Guardini \| Italie \| Astana \| + 0 s \| \| 9e \| Marcel Kittel \| Allemagne \| Etixx-Quick Step \| + 0 s \| \| 10e \| Roy Jans \| Belgique \| Wanty-Groupe Gobert \| + 0 s \| |                      |           |                            |                 |
| |                      |           |                            |                 |
| Source : ProCyclingStats |                      |           |                            |                 |
| Classement de l'étape |                      |           |                            |                 |
| Coureur | Coureur              | Pays      | Équipe                     | Temps           |
| 1er | Dylan Groenewegen    | Pays-Bas  | LottoNL-Jumbo              | 4 h 14 min 00 s |
| 2e | Nacer Bouhanni       | France    | Cofidis, Solutions Crédits | + 0 s           |
| 3e | Peter Sagan          | Slovaquie | Tinkoff                    | + 0 s           |
| 4e | Edvald Boasson Hagen | Norvège   | Dimension Data             | + 0 s           |
| 5e | Alexander Kristoff   | Norvège   | Katusha                    | + 0 s           |
| 6e | Giacomo Nizzolo      | Italie    | Trek-Segafredo             | + 0 s           |
| 7e | Arnaud Démare        | France    | FDJ                        | + 0 s           |
| 8e | Andrea Guardini      | Italie    | Astana                     | + 0 s           |
| 9e | Marcel Kittel        | Allemagne | Etixx-Quick Step           | + 0 s           |
| 10e | Roy Jans             | Belgique  | Wanty-Groupe Gobert        | + 0 s           |

| \| Classement général \| Classement général \| Classement général \| Classement général \| Classement général \| \| Coureur \| Coureur \| Pays \| Équipe \| Temps \| \| ------------------ \| -------------------- \| ------------------ \| --------------------------- \| ------------------ \| \| 1er \| Dylan Groenewegen \| Pays-Bas \| LottoNL-Jumbo \| 4 h 13 min 50 s \| \| 2e \| Nacer Bouhanni \| France \| Cofidis, Solutions Crédits \| + 4 s \| \| 3e \| Frederik Backaert \| Belgique \| Wanty-Groupe Gobert \| + 4 s \| \| 4e \| Laurens De Vreese \| Belgique \| Astana \| + 5 s \| \| 5e \| Peter Sagan \| Slovaquie \| Tinkoff \| + 6 s \| \| 6e \| Matteo Bono \| Italie \| Lampre-Merida \| + 7 s \| \| 7e \| Bert Van Lerberghe \| Belgique \| Topsport Vlaanderen-Baloise \| + 8 s \| \| 8e \| Brian van Goethem \| Pays-Bas \| Roompot-Oranje Peloton \| + 8 s \| \| 9e \| Edvald Boasson Hagen \| Norvège \| Dimension Data \| + 10 s \| \| 10e \| Alexander Kristoff \| Norvège \| Katusha \| + 10 s \| |                      |           |                             |                 |
| |                      |           |                             |                 |
| Source : ProCyclingStats |                      |           |                             |                 |
| Classement général |                      |           |                             |                 |
| Coureur | Coureur              | Pays      | Équipe                      | Temps           |
| 1er | Dylan Groenewegen    | Pays-Bas  | LottoNL-Jumbo               | 4 h 13 min 50 s |
| 2e | Nacer Bouhanni       | France    | Cofidis, Solutions Crédits  | + 4 s           |
| 3e | Frederik Backaert    | Belgique  | Wanty-Groupe Gobert         | + 4 s           |
| 4e | Laurens De Vreese    | Belgique  | Astana                      | + 5 s           |
| 5e | Peter Sagan          | Slovaquie | Tinkoff                     | + 6 s           |
| 6e | Matteo Bono          | Italie    | Lampre-Merida               | + 7 s           |
| 7e | Bert Van Lerberghe   | Belgique  | Topsport Vlaanderen-Baloise | + 8 s           |
| 8e | Brian van Goethem    | Pays-Bas  | Roompot-Oranje Peloton      | + 8 s           |
| 9e | Edvald Boasson Hagen | Norvège   | Dimension Data              | + 10 s          |
| 10e | Alexander Kristoff   | Norvège   | Katusha                     | + 10 s          |

### 2eétape
L'Australien Rohan Dennis (BMC) remporte ce contre-la-montre de 9,6 km en 10 min 48 s. Il devance Jos van Emden (Lotto NL-Jumbo) de 5 secondes et Jasha Sütterlin (Movistar) de 14 secondes. Parmi les meilleurs spécialistes du contre-la-montre, Tony Martin et Tom Dumoulin terminent aux treizième et quatorzième places, à 20 secondes.
Grâce à cette victoire Rohan Dennis prend la tête du classement général et s'affirme comme un favori pour la victoire finale, l'équipe BMC étant l'une des favorite du contre-la-montre par équipes. Van Emden est deuxième, à 5 secondes. Le sprinter Peter Sagan, en prenant la septième place de l'étape, est troisième au classement général et le mieux classé des sprinters.
| \| Classement de l'étape \| Classement de l'étape \| Classement de l'étape \| Classement de l'étape \| Classement de l'étape \| \| Coureur \| Coureur \| Pays \| Équipe \| Temps \| \| --------------------- \| --------------------- \| --------------------- \| --------------------- \| --------------------- \| \| 1er \| Rohan Dennis \| Australie \| BMC Racing Team \| 10 min 48 s \| \| 2e \| Jos van Emden \| Pays-Bas \| LottoNL-Jumbo \| + 5 s \| \| 3e \| Jasha Sütterlin \| Allemagne \| Movistar Team \| + 14 s \| \| 4e \| Wilco Kelderman \| Pays-Bas \| LottoNL-Jumbo \| + 15 s \| \| 5e \| Matthias Brändle \| Autriche \| IAM Cycling \| + 15 s \| \| 6e \| Primož Roglič \| Slovénie \| LottoNL-Jumbo \| + 16 s \| \| 7e \| Taylor Phinney \| États-Unis \| BMC Racing Team \| + 16 s \| \| 8e \| Peter Sagan \| Slovaquie \| Tinkoff \| + 17 s \| \| 9e \| Marcel Kittel \| Allemagne \| Etixx-Quick Step \| + 17 s \| \| 10e \| Alex Dowsett \| Royaume-Uni \| Movistar Team \| + 18 s \| |                  |             |                  |             |
| |                  |             |                  |             |
| Source : ProCyclingStats |                  |             |                  |             |
| Classement de l'étape |                  |             |                  |             |
| Coureur | Coureur          | Pays        | Équipe           | Temps       |
| 1er | Rohan Dennis     | Australie   | BMC Racing Team  | 10 min 48 s |
| 2e | Jos van Emden    | Pays-Bas    | LottoNL-Jumbo    | + 5 s       |
| 3e | Jasha Sütterlin  | Allemagne   | Movistar Team    | + 14 s      |
| 4e | Wilco Kelderman  | Pays-Bas    | LottoNL-Jumbo    | + 15 s      |
| 5e | Matthias Brändle | Autriche    | IAM Cycling      | + 15 s      |
| 6e | Primož Roglič    | Slovénie    | LottoNL-Jumbo    | + 16 s      |
| 7e | Taylor Phinney   | États-Unis  | BMC Racing Team  | + 16 s      |
| 8e | Peter Sagan      | Slovaquie   | Tinkoff          | + 17 s      |
| 9e | Marcel Kittel    | Allemagne   | Etixx-Quick Step | + 17 s      |
| 10e | Alex Dowsett     | Royaume-Uni | Movistar Team    | + 18 s      |

| \| Classement général \| Classement général \| Classement général \| Classement général \| Classement général \| \| Coureur \| Coureur \| Pays \| Équipe \| Temps \| \| ------------------ \| ------------------ \| ------------------ \| ------------------ \| ------------------ \| \| 1er \| Rohan Dennis \| Australie \| BMC Racing Team \| 4 h 24 min 48 s \| \| 2e \| Jos van Emden \| Pays-Bas \| LottoNL-Jumbo \| + 5 s \| \| 3e \| Peter Sagan \| Slovaquie \| Tinkoff \| + 13 s \| \| 4e \| Jasha Sütterlin \| Allemagne \| Movistar Team \| + 14 s \| \| 5e \| Wilco Kelderman \| Pays-Bas \| LottoNL-Jumbo \| + 15 s \| \| 6e \| Matthias Brändle \| Autriche \| IAM Cycling \| + 15 s \| \| 7e \| Taylor Phinney \| États-Unis \| BMC Racing Team \| + 16 s \| \| 8e \| Primož Roglič \| Slovénie \| LottoNL-Jumbo \| + 16 s \| \| 9e \| Marcel Kittel \| Allemagne \| Etixx-Quick Step \| + 17 s \| \| 10e \| Alex Dowsett \| Royaume-Uni \| Movistar Team \| + 18 s \| |                  |             |                  |                 |
| |                  |             |                  |                 |
| Source : ProCyclingStats |                  |             |                  |                 |
| Classement général |                  |             |                  |                 |
| Coureur | Coureur          | Pays        | Équipe           | Temps           |
| 1er | Rohan Dennis     | Australie   | BMC Racing Team  | 4 h 24 min 48 s |
| 2e | Jos van Emden    | Pays-Bas    | LottoNL-Jumbo    | + 5 s           |
| 3e | Peter Sagan      | Slovaquie   | Tinkoff          | + 13 s          |
| 4e | Jasha Sütterlin  | Allemagne   | Movistar Team    | + 14 s          |
| 5e | Wilco Kelderman  | Pays-Bas    | LottoNL-Jumbo    | + 15 s          |
| 6e | Matthias Brändle | Autriche    | IAM Cycling      | + 15 s          |
| 7e | Taylor Phinney   | États-Unis  | BMC Racing Team  | + 16 s          |
| 8e | Primož Roglič    | Slovénie    | LottoNL-Jumbo    | + 16 s          |
| 9e | Marcel Kittel    | Allemagne   | Etixx-Quick Step | + 17 s          |
| 10e | Alex Dowsett     | Royaume-Uni | Movistar Team    | + 18 s          |

### 3eétape
Martin Elmiger (IAM), Jesper Asselman (Roompot), Mark McNally (Wanty-Groupe Gobert), Stijn Steels (Topsport Vlaanderen-Baloise) et Yukiya Arashiro (Lampre-Merida) s'échappent en début d'étape. Alors que leur avance est inférieure à deux minutes à 20 km de l'arrivée, le peloton tarde à les rattraper, aucune équipe n'y mettant de moyens suffisant. Des relais de Tony Martin, Daniel Oss, puis des équipes Cofidis, Katusha, Cannondale, réduisent l'écart. Les échappés sont cependant toujours en tête lorsqu'ils lancent le sprint à 150 mètres de l'arrivée. Seuls quatre sprinters parviennent à passer devant McNally. Peter Sagan (Tinkoff) remporte l'étape devant Danny van Poppel (Sky) et Nacer Bouhanni (Cofidis). Les bonifications lui permettent de réduire son retard sur Rohan Dennis au classement général.
| \| Classement de l'étape \| Classement de l'étape \| Classement de l'étape \| Classement de l'étape \| Classement de l'étape \| \| Coureur \| Coureur \| Pays \| Équipe \| Temps \| \| --------------------- \| --------------------- \| --------------------- \| -------------------------- \| --------------------- \| \| 1er \| Peter Sagan \| Slovaquie \| Tinkoff \| 4 h 10 min 36 s \| \| 2e \| Danny van Poppel \| Pays-Bas \| Team Sky \| + 0 s \| \| 3e \| Nacer Bouhanni \| France \| Cofidis, Solutions Crédits \| + 0 s \| \| 4e \| Dylan Groenewegen \| Pays-Bas \| LottoNL-Jumbo \| + 0 s \| \| 5e \| Mark McNally \| Royaume-Uni \| Wanty-Groupe Gobert \| + 0 s \| \| 6e \| Giacomo Nizzolo \| Italie \| Trek-Segafredo \| + 0 s \| \| 7e \| Martin Elmiger \| Suisse \| IAM Cycling \| + 0 s \| \| 8e \| Marcel Kittel \| Allemagne \| Etixx-Quick Step \| + 0 s \| \| 9e \| André Greipel \| Allemagne \| Lotto-Soudal \| + 0 s \| \| 10e \| Alexander Kristoff \| Norvège \| Katusha \| + 0 s \| |                    |             |                            |                 |
| |                    |             |                            |                 |
| Source : ProCyclingStats |                    |             |                            |                 |
| Classement de l'étape |                    |             |                            |                 |
| Coureur | Coureur            | Pays        | Équipe                     | Temps           |
| 1er | Peter Sagan        | Slovaquie   | Tinkoff                    | 4 h 10 min 36 s |
| 2e | Danny van Poppel   | Pays-Bas    | Team Sky                   | + 0 s           |
| 3e | Nacer Bouhanni     | France      | Cofidis, Solutions Crédits | + 0 s           |
| 4e | Dylan Groenewegen  | Pays-Bas    | LottoNL-Jumbo              | + 0 s           |
| 5e | Mark McNally       | Royaume-Uni | Wanty-Groupe Gobert        | + 0 s           |
| 6e | Giacomo Nizzolo    | Italie      | Trek-Segafredo             | + 0 s           |
| 7e | Martin Elmiger     | Suisse      | IAM Cycling                | + 0 s           |
| 8e | Marcel Kittel      | Allemagne   | Etixx-Quick Step           | + 0 s           |
| 9e | André Greipel      | Allemagne   | Lotto-Soudal               | + 0 s           |
| 10e | Alexander Kristoff | Norvège     | Katusha                    | + 0 s           |

| \| Classement général \| Classement général \| Classement général \| Classement général \| Classement général \| \| Coureur \| Coureur \| Pays \| Équipe \| Temps \| \| ------------------ \| ------------------ \| ------------------ \| ------------------ \| ------------------ \| \| 1er \| Rohan Dennis \| Australie \| BMC Racing Team \| 8 h 35 min 24 s \| \| 2e \| Peter Sagan \| Slovaquie \| Tinkoff \| + 3 s \| \| 3e \| Jos van Emden \| Pays-Bas \| LottoNL-Jumbo \| + 5 s \| \| 4e \| Jasha Sütterlin \| Allemagne \| Movistar Team \| + 14 s \| \| 5e \| Martin Elmiger \| Suisse \| IAM Cycling \| + 14 s \| \| 6e \| Wilco Kelderman \| Pays-Bas \| LottoNL-Jumbo \| + 15 s \| \| 7e \| Matthias Brändle \| Autriche \| IAM Cycling \| + 15 s \| \| 8e \| Primož Roglič \| Slovénie \| LottoNL-Jumbo \| + 16 s \| \| 9e \| Taylor Phinney \| États-Unis \| BMC Racing Team \| + 16 s \| \| 10e \| Marcel Kittel \| Allemagne \| Etixx-Quick Step \| + 17 s \| |                  |            |                  |                 |
| |                  |            |                  |                 |
| Source : ProCyclingStats |                  |            |                  |                 |
| Classement général |                  |            |                  |                 |
| Coureur | Coureur          | Pays       | Équipe           | Temps           |
| 1er | Rohan Dennis     | Australie  | BMC Racing Team  | 8 h 35 min 24 s |
| 2e | Peter Sagan      | Slovaquie  | Tinkoff          | + 3 s           |
| 3e | Jos van Emden    | Pays-Bas   | LottoNL-Jumbo    | + 5 s           |
| 4e | Jasha Sütterlin  | Allemagne  | Movistar Team    | + 14 s          |
| 5e | Martin Elmiger   | Suisse     | IAM Cycling      | + 14 s          |
| 6e | Wilco Kelderman  | Pays-Bas   | LottoNL-Jumbo    | + 15 s          |
| 7e | Matthias Brändle | Autriche   | IAM Cycling      | + 15 s          |
| 8e | Primož Roglič    | Slovénie   | LottoNL-Jumbo    | + 16 s          |
| 9e | Taylor Phinney   | États-Unis | BMC Racing Team  | + 16 s          |
| 10e | Marcel Kittel    | Allemagne  | Etixx-Quick Step | + 17 s          |

### 4eétape
Mark McNally (Wanty-Groupe Gobert) et Brian van Goethem (Roompot Oranje Peloton), rejoint ensuite par Sjoerd van Ginneken (Roompot Oranje Peloton) et Bert Van Lerberghe (Topsport Vlaanderen-Baloise), forment une échappée en début d'étape. Le peloton ne leur laisse pas plus de quatre minutes d'avance. Ils sont rattrapés à l'approche des deux tours du circuit final de 32 km.
La course est alors animée par de nombreuses attaques. Tom Dumoulin (Giant-Alpecin) part le premier. Un groupe de six coureurs se forme, qui reste en tête quelques minutes. D'autres coureurs tentent ensuite leur chance. Dmitriy Gruzdev et Andriy Grivko, tous deux membres d'Astana, parviennent à se maintenir en tête. Ils passent la ligne d'arrivée en l'entame du dernier tour avec une demi-minute d'avance. Tony Martin et Tom Dumoulin sortent du peloton et tentent en vain de les rattraper. Dans l'ascension du Bruine Put, Jasper Stuyven (Trek Factory Racing) attaque à son tour. Il parvient à rattraper les deux échappés, dont l'avance a décru. Les équipes Lotto-Soudal et Dimension Data sont toutefois actives en tête du peloton. Les deux coureurs d'Astana sont repris à 3 km de l'arrivée, Stuyven un kilomètre plus loin.
Dans le final, Alexander Kristoff (Katusha) lance le sprint. Il est dépassé par Peter Sagan. André Greipel (Lotto-Soudal) remonte ans les derniers mètres, de sorte qu'il faut la photo-finish pour les départager. La victoire revient à Sagan. Déjà vainqueur la veille, il prend la première place du classement général grâce aux bonifications, aux dépens de Rohan Dennis.
| \| Classement de l'étape \| Classement de l'étape \| Classement de l'étape \| Classement de l'étape \| Classement de l'étape \| \| Coureur \| Coureur \| Pays \| Équipe \| Temps \| \| --------------------- \| --------------------------- \| --------------------- \| --------------------------- \| --------------------- \| \| 1er \| Peter Sagan \| Slovaquie \| Tinkoff \| 4 h 42 min 12 s \| \| 2e \| André Greipel \| Allemagne \| Lotto-Soudal \| + 0 s \| \| 3e \| Alexander Kristoff \| Norvège \| Katusha \| + 0 s \| \| 4e \| Arnaud Démare \| France \| FDJ \| + 0 s \| \| 5e \| Dylan Groenewegen \| Pays-Bas \| LottoNL-Jumbo \| + 0 s \| \| 6e \| John Degenkolb \| Allemagne \| Giant-Alpecin \| + 0 s \| \| 7e \| Reinardt Janse van Rensburg \| Afrique du Sud \| Dimension Data \| + 0 s \| \| 8e \| Amaury Capiot \| Belgique \| Topsport Vlaanderen-Baloise \| + 0 s \| \| 9e \| Giacomo Nizzolo \| Italie \| Trek-Segafredo \| + 0 s \| \| 10e \| Luka Mezgec \| Slovénie \| Orica-BikeExchange \| + 0 s \| |                             |                |                             |                 |
| |                             |                |                             |                 |
| Source : ProCyclingStats |                             |                |                             |                 |
| Classement de l'étape |                             |                |                             |                 |
| Coureur | Coureur                     | Pays           | Équipe                      | Temps           |
| 1er | Peter Sagan                 | Slovaquie      | Tinkoff                     | 4 h 42 min 12 s |
| 2e | André Greipel               | Allemagne      | Lotto-Soudal                | + 0 s           |
| 3e | Alexander Kristoff          | Norvège        | Katusha                     | + 0 s           |
| 4e | Arnaud Démare               | France         | FDJ                         | + 0 s           |
| 5e | Dylan Groenewegen           | Pays-Bas       | LottoNL-Jumbo               | + 0 s           |
| 6e | John Degenkolb              | Allemagne      | Giant-Alpecin               | + 0 s           |
| 7e | Reinardt Janse van Rensburg | Afrique du Sud | Dimension Data              | + 0 s           |
| 8e | Amaury Capiot               | Belgique       | Topsport Vlaanderen-Baloise | + 0 s           |
| 9e | Giacomo Nizzolo             | Italie         | Trek-Segafredo              | + 0 s           |
| 10e | Luka Mezgec                 | Slovénie       | Orica-BikeExchange          | + 0 s           |

| \| Classement général \| Classement général \| Classement général \| Classement général \| Classement général \| \| Coureur \| Coureur \| Pays \| Équipe \| Temps \| \| ------------------ \| ------------------ \| ------------------ \| ------------------ \| ------------------ \| \| 1er \| Peter Sagan \| Slovaquie \| Tinkoff \| 13 h 17 min 29 s \| \| 2e \| Rohan Dennis \| Australie \| BMC Racing Team \| + 7 s \| \| 3e \| Jos van Emden \| Pays-Bas \| LottoNL-Jumbo \| + 12 s \| \| 4e \| Andriy Grivko \| Ukraine \| Astana \| + 20 s \| \| 5e \| Jasha Sütterlin \| Allemagne \| Movistar Team \| + 21 s \| \| 6e \| Martin Elmiger \| Suisse \| IAM Cycling \| + 21 s \| \| 7e \| Wilco Kelderman \| Pays-Bas \| LottoNL-Jumbo \| + 22 s \| \| 8e \| Matthias Brändle \| Autriche \| IAM Cycling \| + 22 s \| \| 9e \| Primož Roglič \| Slovénie \| LottoNL-Jumbo \| + 23 s \| \| 10e \| Taylor Phinney \| États-Unis \| BMC Racing Team \| + 23 s \| |                  |            |                 |                  |
| |                  |            |                 |                  |
| Source : ProCyclingStats |                  |            |                 |                  |
| Classement général |                  |            |                 |                  |
| Coureur | Coureur          | Pays       | Équipe          | Temps            |
| 1er | Peter Sagan      | Slovaquie  | Tinkoff         | 13 h 17 min 29 s |
| 2e | Rohan Dennis     | Australie  | BMC Racing Team | + 7 s            |
| 3e | Jos van Emden    | Pays-Bas   | LottoNL-Jumbo   | + 12 s           |
| 4e | Andriy Grivko    | Ukraine    | Astana          | + 20 s           |
| 5e | Jasha Sütterlin  | Allemagne  | Movistar Team   | + 21 s           |
| 6e | Martin Elmiger   | Suisse     | IAM Cycling     | + 21 s           |
| 7e | Wilco Kelderman  | Pays-Bas   | LottoNL-Jumbo   | + 22 s           |
| 8e | Matthias Brändle | Autriche   | IAM Cycling     | + 22 s           |
| 9e | Primož Roglič    | Slovénie   | LottoNL-Jumbo   | + 23 s           |
| 10e | Taylor Phinney   | États-Unis | BMC Racing Team | + 23 s           |

### 5eétape
Trois semaines avant le championnat du monde, ce contre-la-montre par équipes est un dernier test pour les équipes. Double tenant du titre, BMC Racing remporte l'étape en parcourant les 20,9 km en 23 min 11 s. Elle devance de six secondes l'équipe Etixx-Quick Step, diminuée par l'abandon de Tom Boonen. Les autres équipes terminent à plus de vingt secondes.
Grâce à cette victoire, Rohan Dennis reprend la première place du classement général. Il est suivi par son coéquipier Taylor Phinney et Tony Martin (Etixx-Quick Step). Peter Sagan, dont l'équipe Tinkoff a terminé huitième, est désormais quatrième du classement général.
| \| Classement de l'étape \| Classement de l'étape \| Classement de l'étape \| Classement de l'étape \| Classement de l'étape \| Classement de l'étape \| \| Équipe \| Équipe \| Pays \| Temps \| Écart de temps \| Vitesse moy. \| \| --------------------- \| --------------------- \| --------------------- \| --------------------- \| --------------------- \| --------------------- \| \| 1re \| BMC Racing Team \| États-Unis \| 23 min 11 s \| 23 min 11 s \| 54.091 km/h \| \| 2e \| Etixx-Quick Step \| Belgique \| 23 min 17 s \| + 6 s \| 53.858 km/h \| \| 3e \| Lotto NL-Jumbo \| Pays-Bas \| 23 min 34 s \| + 23 s \| 53.211 km/h \| \| 4e \| Movistar Team \| Espagne \| 23 min 36 s \| + 25 s \| 53.136 km/h \| \| 5e \| IAM Cycling \| Suisse \| 23 min 37 s \| + 26 s \| 53.098 km/h \| \| 6e \| Lotto-Soudal \| Belgique \| 23 min 40 s \| + 29 s \| \| \| 7e \| Giant-Alpecin \| Allemagne \| 23 min 44 s \| + 33 s \| 52.837 km/h \| \| 8e \| Tinkoff \| Russie \| 23 min 45 s \| + 34 s \| 52.800 km/h \| \| 9e \| Sky \| Royaume-Uni \| 23 min 49 s \| + 38 s \| 52.652 km/h \| \| 10e \| FDJ \| France \| 23 min 51 s \| + 40 s \| 52.579 km/h \| |                  |             |             |                |              |
| |                  |             |             |                |              |
| Source : ProCyclingStats |                  |             |             |                |              |
| Classement de l'étape |                  |             |             |                |              |
| Équipe | Équipe           | Pays        | Temps       | Écart de temps | Vitesse moy. |
| 1re | BMC Racing Team  | États-Unis  | 23 min 11 s | 23 min 11 s    | 54.091 km/h  |
| 2e | Etixx-Quick Step | Belgique    | 23 min 17 s | + 6 s          | 53.858 km/h  |
| 3e | Lotto NL-Jumbo   | Pays-Bas    | 23 min 34 s | + 23 s         | 53.211 km/h  |
| 4e | Movistar Team    | Espagne     | 23 min 36 s | + 25 s         | 53.136 km/h  |
| 5e | IAM Cycling      | Suisse      | 23 min 37 s | + 26 s         | 53.098 km/h  |
| 6e | Lotto-Soudal     | Belgique    | 23 min 40 s | + 29 s         |              |
| 7e | Giant-Alpecin    | Allemagne   | 23 min 44 s | + 33 s         | 52.837 km/h  |
| 8e | Tinkoff          | Russie      | 23 min 45 s | + 34 s         | 52.800 km/h  |
| 9e | Sky              | Royaume-Uni | 23 min 49 s | + 38 s         | 52.652 km/h  |
| 10e | FDJ              | France      | 23 min 51 s | + 40 s         | 52.579 km/h  |

| \| Classement général \| Classement général \| Classement général \| Classement général \| Classement général \| \| Coureur \| Coureur \| Pays \| Équipe \| Temps \| \| ------------------ \| ------------------ \| ------------------ \| ------------------ \| ------------------ \| \| 1er \| Rohan Dennis \| Australie \| BMC Racing Team \| 13 h 40 min 47 s \| \| 2e \| Taylor Phinney \| États-Unis \| BMC Racing Team \| + 16 s \| \| 3e \| Tony Martin \| Allemagne \| Etixx-Quick Step \| + 24 s \| \| 4e \| Peter Sagan \| Slovaquie \| Tinkoff \| + 27 s \| \| 5e \| Niki Terpstra \| Pays-Bas \| Etixx-Quick Step \| + 27 s \| \| 6e \| Jos van Emden \| Pays-Bas \| LottoNL-Jumbo \| + 28 s \| \| 7e \| Manuel Quinziato \| Italie \| BMC Racing Team \| + 29 s \| \| 8e \| Greg Van Avermaet \| Belgique \| BMC Racing Team \| + 33 s \| \| 9e \| Bob Jungels \| Luxembourg \| Etixx-Quick Step \| + 36 s \| \| 10e \| Marcel Kittel \| Allemagne \| Etixx-Quick Step \| + 37 s \| |                   |            |                  |                  |
| |                   |            |                  |                  |
| Source : ProCyclingStats |                   |            |                  |                  |
| Classement général |                   |            |                  |                  |
| Coureur | Coureur           | Pays       | Équipe           | Temps            |
| 1er | Rohan Dennis      | Australie  | BMC Racing Team  | 13 h 40 min 47 s |
| 2e | Taylor Phinney    | États-Unis | BMC Racing Team  | + 16 s           |
| 3e | Tony Martin       | Allemagne  | Etixx-Quick Step | + 24 s           |
| 4e | Peter Sagan       | Slovaquie  | Tinkoff          | + 27 s           |
| 5e | Niki Terpstra     | Pays-Bas   | Etixx-Quick Step | + 27 s           |
| 6e | Jos van Emden     | Pays-Bas   | LottoNL-Jumbo    | + 28 s           |
| 7e | Manuel Quinziato  | Italie     | BMC Racing Team  | + 29 s           |
| 8e | Greg Van Avermaet | Belgique   | BMC Racing Team  | + 33 s           |
| 9e | Bob Jungels       | Luxembourg | Etixx-Quick Step | + 36 s           |
| 10e | Marcel Kittel     | Allemagne  | Etixx-Quick Step | + 37 s           |

### 6eétape
| \| Classement de l'étape \| Classement de l'étape \| Classement de l'étape \| Classement de l'étape \| Classement de l'étape \| \| Coureur \| Coureur \| Pays \| Équipe \| Temps \| \| --------------------- \| --------------------- \| --------------------- \| --------------------------- \| --------------------- \| \| 1er \| Luka Pibernik \| Slovénie \| Lampre-Merida \| 4 h 28 min 45 s \| \| 2e \| Mark McNally \| Royaume-Uni \| Wanty-Groupe Gobert \| + 0 s \| \| 3e \| Bert Van Lerberghe \| Belgique \| Topsport Vlaanderen-Baloise \| + 0 s \| \| 4e \| Alexis Gougeard \| France \| AG2R La Mondiale \| + 0 s \| \| 5e \| Chad Haga \| États-Unis \| Giant-Alpecin \| + 0 s \| \| 6e \| Giacomo Nizzolo \| Italie \| Trek-Segafredo \| + 5 s \| \| 7e \| Nacer Bouhanni \| France \| Cofidis, Solutions Crédits \| + 5 s \| \| 8e \| Edvald Boasson Hagen \| Norvège \| Dimension Data \| + 5 s \| \| 9e \| Arnaud Démare \| France \| FDJ \| + 5 s \| \| 10e \| Jonas Van Genechten \| Belgique \| IAM Cycling \| + 5 s \| |                      |             |                             |                 |
| |                      |             |                             |                 |
| Source : ProCyclingStats |                      |             |                             |                 |
| Classement de l'étape |                      |             |                             |                 |
| Coureur | Coureur              | Pays        | Équipe                      | Temps           |
| 1er | Luka Pibernik        | Slovénie    | Lampre-Merida               | 4 h 28 min 45 s |
| 2e | Mark McNally         | Royaume-Uni | Wanty-Groupe Gobert         | + 0 s           |
| 3e | Bert Van Lerberghe   | Belgique    | Topsport Vlaanderen-Baloise | + 0 s           |
| 4e | Alexis Gougeard      | France      | AG2R La Mondiale            | + 0 s           |
| 5e | Chad Haga            | États-Unis  | Giant-Alpecin               | + 0 s           |
| 6e | Giacomo Nizzolo      | Italie      | Trek-Segafredo              | + 5 s           |
| 7e | Nacer Bouhanni       | France      | Cofidis, Solutions Crédits  | + 5 s           |
| 8e | Edvald Boasson Hagen | Norvège     | Dimension Data              | + 5 s           |
| 9e | Arnaud Démare        | France      | FDJ                         | + 5 s           |
| 10e | Jonas Van Genechten  | Belgique    | IAM Cycling                 | + 5 s           |

| \| Classement général \| Classement général \| Classement général \| Classement général \| Classement général \| \| Coureur \| Coureur \| Pays \| Équipe \| Temps \| \| ------------------ \| ------------------ \| ------------------ \| ------------------ \| ------------------ \| \| 1er \| Rohan Dennis \| Australie \| BMC Racing Team \| 18 h 09 min 37 s \| \| 2e \| Taylor Phinney \| États-Unis \| BMC Racing Team \| + 16 s \| \| 3e \| Tony Martin \| Allemagne \| Etixx-Quick Step \| + 24 s \| \| 4e \| Peter Sagan \| Slovaquie \| Tinkoff \| + 27 s \| \| 5e \| Niki Terpstra \| Pays-Bas \| Etixx-Quick Step \| + 27 s \| \| 6e \| Jos van Emden \| Pays-Bas \| LottoNL-Jumbo \| + 28 s \| \| 7e \| Manuel Quinziato \| Italie \| BMC Racing Team \| + 29 s \| \| 8e \| Greg Van Avermaet \| Belgique \| BMC Racing Team \| + 33 s \| \| 9e \| Bob Jungels \| Luxembourg \| Etixx-Quick Step \| + 36 s \| \| 10e \| Wilco Kelderman \| Pays-Bas \| LottoNL-Jumbo \| + 38 s \| |                   |            |                  |                  |
| |                   |            |                  |                  |
| Source : ProCyclingStats |                   |            |                  |                  |
| Classement général |                   |            |                  |                  |
| Coureur | Coureur           | Pays       | Équipe           | Temps            |
| 1er | Rohan Dennis      | Australie  | BMC Racing Team  | 18 h 09 min 37 s |
| 2e | Taylor Phinney    | États-Unis | BMC Racing Team  | + 16 s           |
| 3e | Tony Martin       | Allemagne  | Etixx-Quick Step | + 24 s           |
| 4e | Peter Sagan       | Slovaquie  | Tinkoff          | + 27 s           |
| 5e | Niki Terpstra     | Pays-Bas   | Etixx-Quick Step | + 27 s           |
| 6e | Jos van Emden     | Pays-Bas   | LottoNL-Jumbo    | + 28 s           |
| 7e | Manuel Quinziato  | Italie     | BMC Racing Team  | + 29 s           |
| 8e | Greg Van Avermaet | Belgique   | BMC Racing Team  | + 33 s           |
| 9e | Bob Jungels       | Luxembourg | Etixx-Quick Step | + 36 s           |
| 10e | Wilco Kelderman   | Pays-Bas   | LottoNL-Jumbo    | + 38 s           |

### 7eétape
| \| Classement de l'étape \| Classement de l'étape \| Classement de l'étape \| Classement de l'étape \| Classement de l'étape \| \| Coureur \| Coureur \| Pays \| Équipe \| Temps \| \| --------------------- \| --------------------- \| --------------------- \| --------------------- \| --------------------- \| \| 1er \| Edvald Boasson Hagen \| Norvège \| Dimension Data \| 4 h 03 min 26 s \| \| 2e \| Niki Terpstra \| Pays-Bas \| Etixx-Quick Step \| + 1 s \| \| 3e \| Oliver Naesen \| Belgique \| IAM Cycling \| + 1 s \| \| 4e \| Tom Dumoulin \| Pays-Bas \| Giant-Alpecin \| + 42 s \| \| 5e \| Greg Van Avermaet \| Belgique \| BMC Racing Team \| + 42 s \| \| 6e \| Peter Sagan \| Slovaquie \| Tinkoff \| + 47 s \| \| 7e \| Wilco Kelderman \| Pays-Bas \| LottoNL-Jumbo \| + 47 s \| \| 8e \| Jos van Emden \| Pays-Bas \| LottoNL-Jumbo \| + 49 s \| \| 9e \| Ion Izagirre \| Espagne \| Movistar Team \| + 49 s \| \| 10e \| Dmitriy Gruzdev \| Kazakhstan \| Astana \| + 49 s \| |                      |            |                  |                 |
| |                      |            |                  |                 |
| Source : ProCyclingStats |                      |            |                  |                 |
| Classement de l'étape |                      |            |                  |                 |
| Coureur | Coureur              | Pays       | Équipe           | Temps           |
| 1er | Edvald Boasson Hagen | Norvège    | Dimension Data   | 4 h 03 min 26 s |
| 2e | Niki Terpstra        | Pays-Bas   | Etixx-Quick Step | + 1 s           |
| 3e | Oliver Naesen        | Belgique   | IAM Cycling      | + 1 s           |
| 4e | Tom Dumoulin         | Pays-Bas   | Giant-Alpecin    | + 42 s          |
| 5e | Greg Van Avermaet    | Belgique   | BMC Racing Team  | + 42 s          |
| 6e | Peter Sagan          | Slovaquie  | Tinkoff          | + 47 s          |
| 7e | Wilco Kelderman      | Pays-Bas   | LottoNL-Jumbo    | + 47 s          |
| 8e | Jos van Emden        | Pays-Bas   | LottoNL-Jumbo    | + 49 s          |
| 9e | Ion Izagirre         | Espagne    | Movistar Team    | + 49 s          |
| 10e | Dmitriy Gruzdev      | Kazakhstan | Astana           | + 49 s          |

## Classements finals

### Classement général final
| \| Classement général \| Classement général \| Classement général \| Classement général \| Classement général \| \| Coureur \| Coureur \| Pays \| Équipe \| Temps \| \| ------------------ \| ------------------ \| ------------------ \| ------------------ \| ------------------ \| \| 1er \| Niki Terpstra \| Pays-Bas \| Etixx-Quick Step \| 22 h 43 min 26 s \| \| 2e \| Oliver Naesen \| Belgique \| IAM Cycling \| + 31 s \| \| 3e \| Peter Sagan \| Slovaquie \| Tinkoff \| + 1 min 00 s \| \| 4e \| Greg Van Avermaet \| Belgique \| BMC Racing Team \| + 1 min 02 s \| \| 5e \| Jos van Emden \| Pays-Bas \| LottoNL-Jumbo \| + 1 min 03 s \| \| 6e \| Wilco Kelderman \| Pays-Bas \| LottoNL-Jumbo \| + 1 min 11 s \| \| 7e \| Zdeněk Štybar \| Tchéquie \| Etixx-Quick Step \| + 1 min 15 s \| \| 8e \| Ion Izagirre \| Espagne \| Movistar Team \| + 1 min 19 s \| \| 9e \| Tom Dumoulin \| Pays-Bas \| Giant-Alpecin \| + 1 min 22 s \| \| 10e \| Bob Jungels \| Luxembourg \| Etixx-Quick Step \| + 1 min 31 s \| |                   |            |                  |                  |
| |                   |            |                  |                  |
| Sources : ProCyclingStats Cycling Quotient |                   |            |                  |                  |
| Classement général |                   |            |                  |                  |
| Coureur | Coureur           | Pays       | Équipe           | Temps            |
| 1er | Niki Terpstra     | Pays-Bas   | Etixx-Quick Step | 22 h 43 min 26 s |
| 2e | Oliver Naesen     | Belgique   | IAM Cycling      | + 31 s           |
| 3e | Peter Sagan       | Slovaquie  | Tinkoff          | + 1 min 00 s     |
| 4e | Greg Van Avermaet | Belgique   | BMC Racing Team  | + 1 min 02 s     |
| 5e | Jos van Emden     | Pays-Bas   | LottoNL-Jumbo    | + 1 min 03 s     |
| 6e | Wilco Kelderman   | Pays-Bas   | LottoNL-Jumbo    | + 1 min 11 s     |
| 7e | Zdeněk Štybar     | Tchéquie   | Etixx-Quick Step | + 1 min 15 s     |
| 8e | Ion Izagirre      | Espagne    | Movistar Team    | + 1 min 19 s     |
| 9e | Tom Dumoulin      | Pays-Bas   | Giant-Alpecin    | + 1 min 22 s     |
| 10e | Bob Jungels       | Luxembourg | Etixx-Quick Step | + 1 min 31 s     |

### Classements annexes
| Classement par points | Classement par points | Classement par points | Classement par points | Classement par points |
| Coureur               | Coureur               | Pays                  | Équipe                | Points                |
| --------------------- | --------------------- | --------------------- | --------------------- | --------------------- |
| 1er                   | Peter Sagan           | Slovaquie             | Tinkoff               | 109 pts               |
| 2e                    | Dylan Groenewegen     | Pays-Bas              | LottoNL-Jumbo         | 66 pts                |
| 3e                    | Edvald Boasson Hagen  | Norvège               | Dimension Data        | 61 pts                |
| 4e                    | Giacomo Nizzolo       | Italie                | Trek-Segafredo        | 56 pts                |
| 5e                    | Alexander Kristoff    | Norvège               | Katusha               | 49 pts                |
| 6e                    | Arnaud Démare         | France                | FDJ                   | 43 pts                |
| 7e                    | Mark McNally          | Royaume-Uni           | Wanty-Groupe Gobert   | 42 pts                |
| 8e                    | Jos van Emden         | Pays-Bas              | LottoNL-Jumbo         | 37 pts                |
| 9e                    | André Greipel         | Allemagne             | Lotto-Soudal          | 36 pts                |
| 10e                   | Wilco Kelderman       | Pays-Bas              | LottoNL-Jumbo         | 32 pts                |

| Classement par points | Classement par points | Classement par points | Classement par points | Classement par points |
| Coureur               | Coureur               | Pays                  | Équipe                | Points                |
| --------------------- | --------------------- | --------------------- | --------------------- | --------------------- |
| 1er                   | Peter Sagan           | Slovaquie             | Tinkoff               | 109 pts               |
| 2e                    | Dylan Groenewegen     | Pays-Bas              | LottoNL-Jumbo         | 66 pts                |
| 3e                    | Edvald Boasson Hagen  | Norvège               | Dimension Data        | 61 pts                |
| 4e                    | Giacomo Nizzolo       | Italie                | Trek-Segafredo        | 56 pts                |
| 5e                    | Alexander Kristoff    | Norvège               | Katusha               | 49 pts                |
| 6e                    | Arnaud Démare         | France                | FDJ                   | 43 pts                |
| 7e                    | Mark McNally          | Royaume-Uni           | Wanty-Groupe Gobert   | 42 pts                |
| 8e                    | Jos van Emden         | Pays-Bas              | LottoNL-Jumbo         | 37 pts                |
| 9e                    | André Greipel         | Allemagne             | Lotto-Soudal          | 36 pts                |
| 10e                   | Wilco Kelderman       | Pays-Bas              | LottoNL-Jumbo         | 32 pts                |

| Classement de la combativité | Classement de la combativité | Classement de la combativité | Classement de la combativité | Classement de la combativité |
| Coureur                      | Coureur                      | Pays                         | Équipe                       | Points                       |
| ---------------------------- | ---------------------------- | ---------------------------- | ---------------------------- | ---------------------------- |
| 1er                          | Bert Van Lerberghe           | Belgique                     | Topsport Vlaanderen-Baloise  | 70 pts                       |
| 2e                           | Mark McNally                 | Royaume-Uni                  | Wanty-Groupe Gobert          | 59 pts                       |
| 3e                           | Brian van Goethem            | Pays-Bas                     | Roompot-Oranje Peloton       | 31 pts                       |
| 4e                           | Laurens De Vreese            | Belgique                     | Astana                       | 22 pts                       |
| 5e                           | Frederik Backaert            | Belgique                     | Wanty-Groupe Gobert          | 16 pts                       |
| 6e                           | Yukiya Arashiro              | Japon                        | Lampre-Merida                | 15 pts                       |
| 7e                           | Luka Pibernik                | Slovénie                     | Lampre-Merida                | 15 pts                       |
| 8e                           | Dmitriy Gruzdev              | Kazakhstan                   | Astana                       | 11 pts                       |
| 9e                           | Andriy Grivko                | Ukraine                      | Astana                       | 9 pts                        |
| 10e                          | Carlos Verona                | Espagne                      | Orica-BikeExchange           | 8 pts                        |

| Classement de la combativité | Classement de la combativité | Classement de la combativité | Classement de la combativité | Classement de la combativité |
| Coureur                      | Coureur                      | Pays                         | Équipe                       | Points                       |
| ---------------------------- | ---------------------------- | ---------------------------- | ---------------------------- | ---------------------------- |
| 1er                          | Bert Van Lerberghe           | Belgique                     | Topsport Vlaanderen-Baloise  | 70 pts                       |
| 2e                           | Mark McNally                 | Royaume-Uni                  | Wanty-Groupe Gobert          | 59 pts                       |
| 3e                           | Brian van Goethem            | Pays-Bas                     | Roompot-Oranje Peloton       | 31 pts                       |
| 4e                           | Laurens De Vreese            | Belgique                     | Astana                       | 22 pts                       |
| 5e                           | Frederik Backaert            | Belgique                     | Wanty-Groupe Gobert          | 16 pts                       |
| 6e                           | Yukiya Arashiro              | Japon                        | Lampre-Merida                | 15 pts                       |
| 7e                           | Luka Pibernik                | Slovénie                     | Lampre-Merida                | 15 pts                       |
| 8e                           | Dmitriy Gruzdev              | Kazakhstan                   | Astana                       | 11 pts                       |
| 9e                           | Andriy Grivko                | Ukraine                      | Astana                       | 9 pts                        |
| 10e                          | Carlos Verona                | Espagne                      | Orica-BikeExchange           | 8 pts                        |

| Classement par équipes | Classement par équipes      | Classement par équipes | Classement par équipes |
| Équipe                 | Équipe                      | Pays                   | Temps                  |
| ---------------------- | --------------------------- | ---------------------- | ---------------------- |
| 1re                    | Etixx-Quick Step            | Belgique               | 67 h 26 min 20 s       |
| 2e                     | Movistar Team               | Espagne                | + 1 min 15 s           |
| 3e                     | Lotto NL-Jumbo              | Pays-Bas               | + 1 min 29 s           |
| 4e                     | IAM Cycling                 | Suisse                 | + 2 min 40 s           |
| 5e                     | Lotto-Soudal                | Belgique               | + 3 min 36 s           |
| 6e                     | Sky                         | Royaume-Uni            | + 6 min 16 s           |
| 7e                     | Katusha                     | Russie                 | + 6 min 54 s           |
| 8e                     | BMC Racing Team             | États-Unis             | + 7 min 06 s           |
| 9e                     | Giant-Alpecin               | Allemagne              | + 7 min 16 s           |
| 10e                    | Topsport Vlaanderen-Baloise | Belgique               | + 8 min 40 s           |

| Classement par équipes | Classement par équipes      | Classement par équipes | Classement par équipes |
| Équipe                 | Équipe                      | Pays                   | Temps                  |
| ---------------------- | --------------------------- | ---------------------- | ---------------------- |
| 1re                    | Etixx-Quick Step            | Belgique               | 67 h 26 min 20 s       |
| 2e                     | Movistar Team               | Espagne                | + 1 min 15 s           |
| 3e                     | Lotto NL-Jumbo              | Pays-Bas               | + 1 min 29 s           |
| 4e                     | IAM Cycling                 | Suisse                 | + 2 min 40 s           |
| 5e                     | Lotto-Soudal                | Belgique               | + 3 min 36 s           |
| 6e                     | Sky                         | Royaume-Uni            | + 6 min 16 s           |
| 7e                     | Katusha                     | Russie                 | + 6 min 54 s           |
| 8e                     | BMC Racing Team             | États-Unis             | + 7 min 06 s           |
| 9e                     | Giant-Alpecin               | Allemagne              | + 7 min 16 s           |
| 10e                    | Topsport Vlaanderen-Baloise | Belgique               | + 8 min 40 s           |

## Évolution des classements
| Étape              | Vainqueur            | Classement général | Classement par points | Classement de la combativité | Classement par équipes |
| ------------------ | -------------------- | ------------------ | --------------------- | ---------------------------- | ---------------------- |
| 1                  | Dylan Groenewegen    | Dylan Groenewegen  | Dylan Groenewegen     | Bert Van Lerberghe           | Etixx-Quick Step       |
| 2                  | Rohan Dennis         | Rohan Dennis       | Peter Sagan           | Bert Van Lerberghe           | Lotto NL-Jumbo         |
| 3                  | Peter Sagan          | Rohan Dennis       | Peter Sagan           | Bert Van Lerberghe           | Lotto NL-Jumbo         |
| 4                  | Peter Sagan          | Peter Sagan        | Peter Sagan           | Bert Van Lerberghe           | Lotto NL-Jumbo         |
| 5                  | BMC Racing           | Rohan Dennis       | Peter Sagan           | Bert Van Lerberghe           | BMC Racing             |
| 6                  | Luka Pibernik        | Rohan Dennis       | Peter Sagan           | Bert Van Lerberghe           | BMC Racing             |
| 7                  | Edvald Boasson Hagen | Niki Terpstra      | Peter Sagan           | Bert Van Lerberghe           | Etixx-Quick Step       |
| Classements finals | Classements finals   | Niki Terpstra      | Peter Sagan           | Bert Van Lerberghe           | Etixx-Quick Step       |